# Gnon Kogui
 (juillet 2021).
La reine Gnon Kogui, sœur du roi, revêt dans la culture Bariba (au Bénin) une importance capitale. En effet, dans la culture et la tradition des Wassangari, la Gnon Kogui est non seulement la gardienne des rasoirs des princes mais elle est aussi et surtout celle qui baptise les princes Wassangari . C'est elle qui a le pouvoir de donner les noms de prince  en tenant compte de son  teint, de l’origine de ses parents, de la généalogie de sa famille et de la taille. Dans la culture batoonu, la Gnon Kogui est une femme respectable car elle a, en addition de tout, le privilège d’introniser les jeunes princes en leur rasant la tête et en les bénissant. Pendant la fête de la Gaani, la Gnon Kogui est l'une des personnalités sans qui les réjouissances n'auraient jamais lieu. Dans l'empire de Nikki, elle est la gardienne du trône.

Le titre de reine de Gnon Kogui est généralement attribué à trois grandes familles de l'empire : les Lafiarou, les Makararou et les Korarou. La Gnon Kogui incarne le pouvoir politique des femmes dans le royaume et vient, dans la hiérarchie, avant les ministres du roi,,,,,,,.

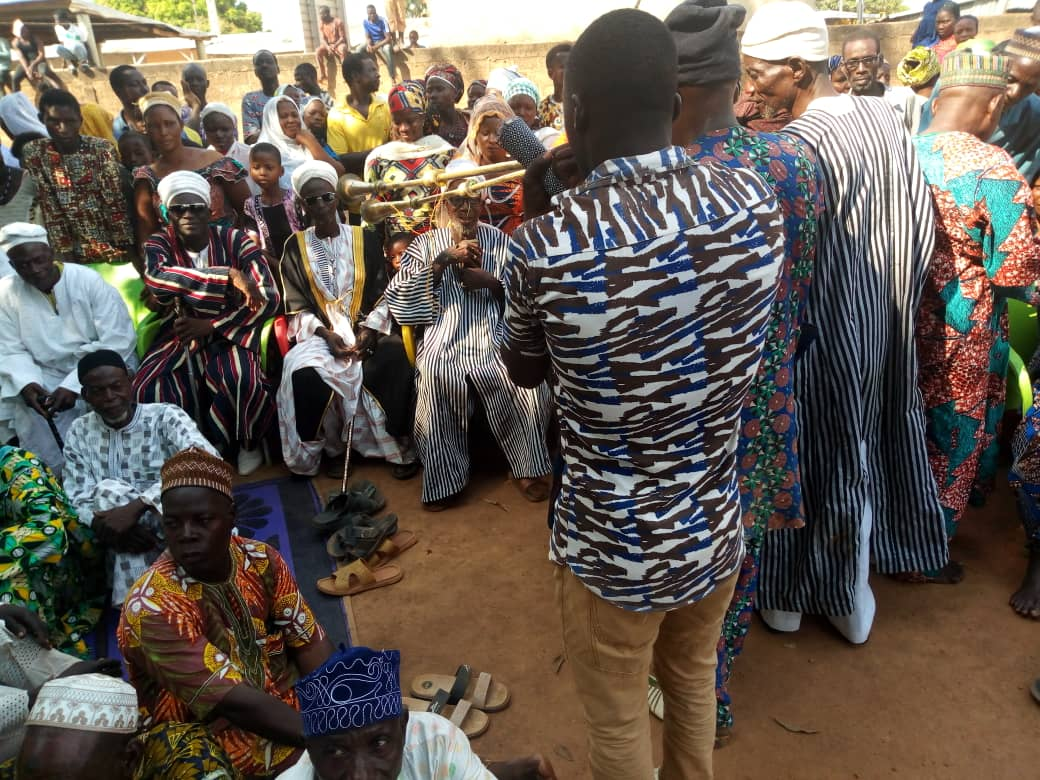
Festival Gaani